# هوتبلک
هوتبلک (به آلمانی: Hüttblek) یک شهر در آلمان است که در زگه‌برگ واقع شده‌است. هوتبلک ۳۷۰ نفر جمعیت دارد.